# M.A.N.T.I.S.
M.A.N.T.I.S. é uma série televisiva criada por Sam Raimi e Sam Hamm em 1994, cujas histórias combinam a temática de super-heroísmo com suspense. Nela, um empresário e cientista paraplégico utiliza uma versão aprimorada de um exoesqueleto desenvolvido por ele que lhe permite andar e utilizar vários aparatos tecnológicos para combater o crime.

## O Personagem
O Dr. Miles Hawkins foi atingido na coluna por um tiro disparado por um policial num tumulto. Devido a isso, ele ficou paraplégico. Mas desenvolveu uma traje eletrônico que lhe devolveu o movimento das pernas. Isso era feito através da captação de seus pensamentos por um capacete e do envio de impulsos elétricos diretamente para os músculos pela roupa. O exoesqueleto foi mantido em segredo e batizado de M.A.N.T.I.S. - Sistema de Interceptação do Neuro-Transmissor Ampliado Mecanicamente. Mantis significa louva-a-deus em inglês, e a alusão ao animal se deve ao formato insectóide do capacete.

## Produções

### M.A.N.T.I.S. - A Vingança Que Não Tarda
O Filme-piloto apresenta o personagem e sua base de operações na cidade de Ocean City.

### M.A.N.T.I.S. - A Série
Poucos episódios da série foram exibidos na Sessão Aventura, da Rede Globo, às quartas-feiras, 17 horas.

### Guia de Episódios
- 1. Pilot - Part 1
- 2. Pilot - Part 2
- 3. First Steps
- 4. Tango Blue
- 5. Days of Rage
- 6. Cease Fire
- 7. Soldier of Misfortune
- 8. Gloves Off
- 9. The Black Dragon
- 10. To Prey in Darkness
- 11. Fire in the Heart
- 12. Thou Shalt Not Kill
- 13. Revelation
- 14. Through the Dark Circle
- 15. The Eyes Beyond
- 16. Faces in the Mask
- 17. The Sea Wasp
- 18. Progenitor
- 19. Switches
- 20. The Delusionist
- 21. Fast Forward
- 22. Spider in the Tower
- 23. Ancestral Evil
- 24. Ghost of the Ice